# Alavanca
Na física, a alavanca é um objeto rígido que é usado com um ponto fixo apropriado (fulcro) para multiplicar a força mecânica que pode ser aplicada a um outro objeto (resistência). Isto é denominado também vantagem mecânica, e é um exemplo do princípio dos momentos. O princípio da força de alavanca pode também ser analisado usando as leis de Newton. A alavanca é uma das seis máquinas simples.

## História
O princípio da  alavanca foi descoberto por Arquimedes no século III a.C., estudando as máquinas "arquimedianas": alavanca, roldana, e parafuso.

## Alavancas

Princípio do funcionamento de uma alavanca

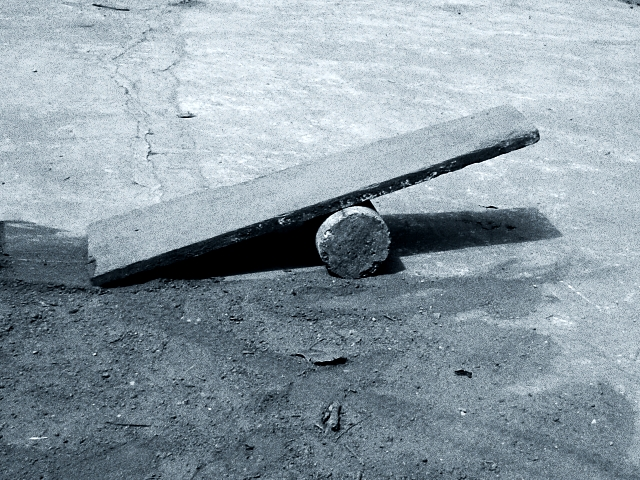
Prancha apoiada em desequilíbrio sobre um cilindro

A força aplicada em pontos de extremidade da alavanca é proporcional à relação do comprimento do braço de alavanca medido entre o fulcro e o ponto da aplicação da força aplicada em cada extremidade da alavanca.
A equação fundamental das alavancas é:
{\displaystyle Fp\times BP=Fr\times BR}
onde:
- Fp é a força que vai provocar o  movimento
- Fr é a força potente do centro de apoio
- BP é a distância da força potente
- BR é a distância da força resistente do centro de apoio

## A balança de dois pratos
A balança de dois pratos é uma alavanca interfixa, pois seu ponto fixo fica
{\displaystyle L1\times F1=L2\times F2}, tal como {\displaystyle Fp\times BP=Fr\times BR}
Para que, em uma alavanca, ocorra equilíbrio entre os lados, o produto do braço pela força resultante deve ser igual em ambas as extremidades.

## As alavancas
- O peso P representa a resistência aplicada no ponto B, o ponto O é o ponto de apoio (fulcro) e a força representa a potência aplicada no ponto A.
- O torque da força {\displaystyle F_{2}} com relação ao ponto O é tal que faz girar o sistema no sentido horário e depende do módulo da força peso e da distância {\displaystyle D_{2}}.
- O torque da força {\displaystyle F_{1}} com relação ao ponto O é tal que faz girar o sistema no sentido anti-horário e depende do módulo da força peso e da distância {\displaystyle D_{1}}.
- Quando os dois torques forem iguais, o sistema não gira, está em equilíbrio.

{\displaystyle \sum T=0\Rightarrow F_{1}\times D_{1}=F_{2}\times D_{2}}
Podem ser classificadas em:
- inter-fixa ou de primeira classe {\displaystyle \rightarrow } onde o ponto fixo fica entre a força resistente ({\displaystyle F_{1}}) e a força potente ({\displaystyle F_{2}}):

Exemplo: Gangorra, articulação, cabeça, atlanto-axial e tesoura
- inter-resistente ou de segunda classe {\displaystyle \rightarrow } onde a força resistente ({\displaystyle F_{1}}) está entre a força potente ({\displaystyle F_{2}}) e o ponto fixo:

Exemplo: Carrinho de mão, quebra-nozes.
- interpotente ou de terceira classe {\displaystyle \rightarrow } Quando o ponto de apoio está situado entre os pontos de aplicação de força e o objeto a ser movimentado, onde a força potente ({\displaystyle F_{2}}) está entre a força resistente ({\displaystyle F_{1}}) e o ponto fixo:

Exemplo: Pinça, cotovelo, ombro e tronco.